# Neima Ezza
Neima Ezza, pseudonimo di Amine Ezzaroui (3 novembre 2001), è un rapper marocchino naturalizzato italiano.

## Biografia
Nasce in Marocco, ma si trasferisce bambino a Milano assieme alla famiglia, dove cresce in una casa popolare nel quartiere di San Siro. Ha due sorelle, la minore è affetta dalla sindrome di Rett. Dopo aver abbandonato gli studi in terza superiore, esordisce nel 2018 pubblicando sul web il brano Essere Ricchi (pt. 1) a cui seguiranno la parte due e tre e la collaborazione con Sacky nel brano Lo sanno. 
L'anno seguente pubblica il singolo Routine per Yalla Movement, etichetta di Big Fish, che cura anche la produzione, e Jake La Furia. Sempre con loro pubblica Ferite, con il featuring del membro dei Club Dogo e produzione dei 2nd Roof, Notre Dame su base di Big Fish, e Zlatan, dedicata al calciatore Zlatan Ibrahimovic. Nel 2020 esce il suo primo EP Perif, accompagnato dall’uscita di un documentario autobiografico. Il 12 Gennaio 2021 assieme agli altri membri del collettivo Seven7oo (Rondodasosa, Vale Pain, Sacky, Keta e Kilimoney), pubblica il brano SEVEN 7oo che ha debuttato in top 3 sulla classifica Spotify Italia.
Ad aprile 2021, le riprese di un suo video con Baby Gang in zona San Siro, che avevano coinvolto oltre 300 persone, sono degenerate in una guerriglia urbana contro le forze dell’ordine intervenute per disperdere l'assembramento, illegale per le norme di contrasto al COVID-19. Per quei fatti è stato condannato in primo grado a 18 mesi di messa alla prova, mentre Baby Gang, che avrebbe aizzato la folla, è stato condannato a tre anni e quattro mesi di reclusione.
Nel gennaio 2022 viene arrestato con l'accusa di aver effettuato due rapine, una in concorso con Sacky e l'altra assieme a Baby Gang; al riguardo si è sempre dichiarato estraneo ai fatti, dimostrando poi tramite la localizzazione del suo telefono e filmati social che non si trovava nel luogo incriminato al momento dei fatti. Dopo aver trascorso alcuni mesi agli arresti domiciliari viene poi rilasciato in attesa del processo. A luglio pubblica il suo secondo EP Giù per Epic Records/RM4E, composto da 10 tracce, che viene certificato disco di platino. 
A gennaio 2024 pubblica il suo album d'esordio Piccolo Principe, anticipato dai singoli Avanti, prodotto dai 2nd Roof, Bella e Spedizione punitiva, che vede la partecipazione di Guè, Simba La Rue, Baby Gang, Capo Plaza, Emis Killa e Néza e debutta al terzo posto della classifica FIMI.

## Discografia

### Album in studio
- 2024 – Piccolo principe

### EP
- 2020 – Perif
- 2022 – Giù

### Singoli
Come artista principale
- 2019 - Routine
- 2019 - Ferite (feat. Jake La Furia)
- 2019 - Notre Dame
- 2020 - Zlatan
- 2020 - Hey Mama
- 2021 - Casa
- 2021 - Block
- 2021 - Frero
- 2022 - Banlieue
- 2022 - Lei (feat. Rondodasosa)
- 2023 - Avanti
- 2023 - Bella
- 2023 - Spedizione punitiva (feat. Simba La Rue)
- 2025 - After

Come artista ospite
- 2021 - 1 colpo (con Vale Pain)
- 2022 - BamBamBam (con Niko Pandetta)
- 2023 - Dimmi che (con Ava e Bresh)
- 2023 - In mezzo ai guai (con Vale Pain)
- 2023 - Uno, due e tre (con Kilimoney)
- 2024 - Fast Life (con Néza)

### Collaborazioni
- 2021 - Rapina (Baby Gang feat. Neima Ezza)
- 2023 - Triste (Sacky feat. Neima Ezza ed Ernia)
- 2023 - Fiumi rosé (Don Joe feat. Ernia e Neima Ezza)
- 2023 - Lontano (Carlito's Way) (Emis Killa feat. Neima Ezza)
- 2024 - Corde (Sally Cruz feat. Neima Ezza)
- 2024 - Straniero RMX (Massimo Pericolo feat. Neima Ezza e Tedua)
- 2024 - Vorrei (Sacky feat. Neima Ezza)
- 2025 - Foto nella stanza (Rame feat. Neima Ezza)